# Pelsjager

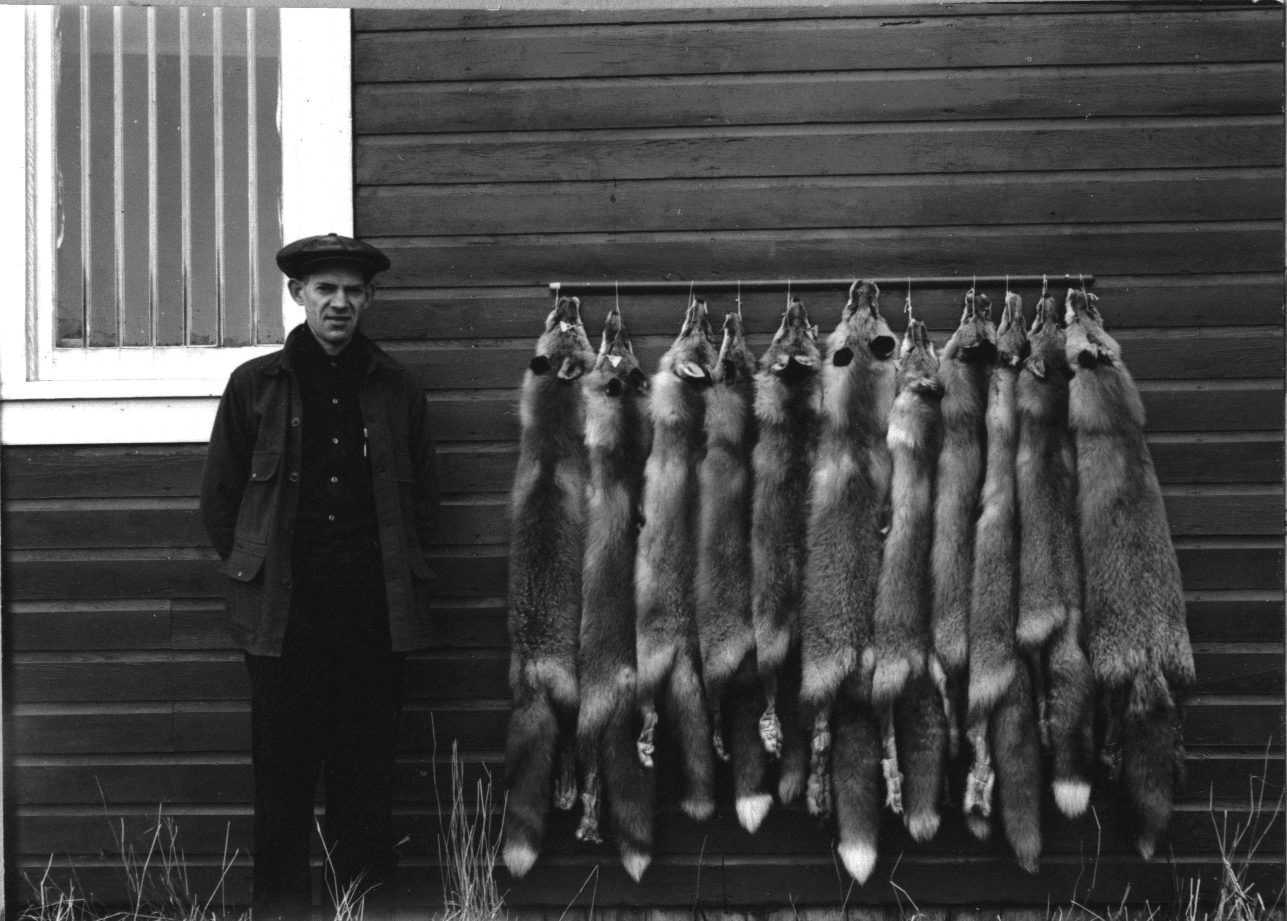

Een pelsjager jaagt op dieren omwille van hun vacht. Oorspronkelijk was pels een verwijzing naar een jonge vos maar door verbastering van de maatschappij werd al snel naar een vacht van een dier verwezen. Taalkundig onderzoek heeft uitgewezen dat de term eskimo afkomstig is uit de Montagnais-taal en in die taal pelsjager op sneeuwschoenen betekent. Een andere benaming voor pelsjager is trapper of vossenjager.